# Bondfaro
O Bondfaro é um dos pioneiros entre os sites de comparação de preço no Brasil. O serviço foi lançado em 1999 pelos amigos sócios Gustavo Guida Reis, Rodrigo Guarino, Roberto Malta, Guilherme Pacheco e José Pierotti. Em 2005, a plataforma já tinha uma base de 1,8 milhões de clientes e havia faturado mais de R$ 11 milhões.
No ano seguinte, o Bondfaro se fundiu com o Buscapé, que era seu maior concorrente até então. Os sites continuaram com operações separadas, mas unificaram suas bases de dados. Na época, o Bondfaro ganhou 2.200 lojas, entre virtuais e físicas, e mais de 9 milhões de produtos.
Entre os principais diferenciais do site estavam o Bondfaro Reviews, um portal dedicado a avaliações de produtos, e o Clube Bondfaro, que devolvia aos consumidores parte do dinheiro gasto nas compras.
O Bondfaro também chegou a ter um aplicativo para celulares Android e iPhone (iOS), mas hoje está disponível apenas em versão web. É possível comparar preços de diferentes produtos em centenas de lojas.
Em 2019, o Buscapé e o Bondfaro, juntos com o QueBarato! e o Moda It, foram vendidos para o Zoom, outro comparador de preços lançado pelos mesmos fundadores do Bondfaro. Após a fusão, o grupo deu origem à Mosaico Tecnologia ao Consumidor, empresa à qual o Bondfaro pertence atualmente.